# Ectoplasma (citologia)
Ectoplasma, também chamado ectoplasto, ectossarco e exoplasma, é a parte periférica do citoplasma, formada pelo líquido citoplasmático, de consistência gelatinosa. É espessa e hialina e está limitada exteriormente pela membrana plasmática.

## Parâmetro laboratorial

### Cervicovaginal
Por coloração Papanicolau, o ectoplasma é um dos parâmetros para avaliação citológica das células do cervicovaginal quando observada uma distinção visual entre ectoplasma e endoplasma.
A mulher, no momento que passa pela puberdade ou na primeira gravidez, ocorre a eversão do epitélio escamoso endocervical, passando posteriormente para alteração metaplásica para formar novamente o epitélio escamoso. Assim, no momento da transição metaplásica é possível visualizar o ectoplasma em células metaplásicas escamosas tanto maturas quanto imaturas caracterizada por ser mais densa comparada com endoplasma a qual é pálida. 
Por fim, é importante não confundir coilócito, específico da infecção por Papiloma Vírus Humano e que apresenta uma condensação periférica do citoplasma, com uma célula metaplásica imatura que apresenta ectoplasma e endoplasma.

### Colestase
A colestase é produção anormal de bílis. Por meio da microscopia eletrônica é possível observar um aumento e agrupamento de microfilamentos em ectoplasma pericanalicular. Especulam-se que a presença abundante de microfilamentos seja uma consequência de desagregação destes da parede canalicular, mas necessita-se de estudos para ser melhor elucidado. 

### Ameba
Em ameba é possível observar o ectoplasma com característica granular por método parasitário de diagnóstico a fresco.

### Fluorescência
Por meio da observação microscópica de fluorescência é possível distinguir a região ectoplamática da endoplasmática, por meio da observação da actina F presente no ectoplasma, a qual é a forma polimerizada da actina G, presente em endoplasma.